# Orgeval (Yvelines)
Orgeval ist eine französische Gemeinde mit 7.092 Einwohnern (Stand 1. Januar 2022) im Département Yvelines in der Region Île-de-France etwa 31 Kilometer von Paris entfernt. Sie gehört zum Arrondissement Saint-Germain-en-Laye.
Der Name der Gemeinde „Orgeval“ entstammt dem keltischen Ursprung Orc, was „Rande des Tals“ bedeutet, und aus dem lateinischen Wort Vallis für „Tal“. Das Gemeindegebiet wird vom gleichnamigen Flüsschen Orgeval durchquert, das im Stadtgebiet unterirdisch geführt wird.

## Bevölkerungsentwicklung
| 1990 | 1999 | 2006 | 2017 |
| ---- | ---- | ---- | ---- |
| 4500 | 4800 | 5456 | 6263 |

## Sehenswürdigkeiten
Siehe auch: Liste der Monuments historiques in Orgeval (Yvelines)
- Kirche Saint-Pierre-Saint-Paul

Schlösser:
- Château de La Brunetière
- Château de Feugères
- Château du Haut-Orgeval

## Persönlichkeiten
- Élie de Lastours (1874–1932), französischer Sportler und Politiker
- Didier Gustin (* 1956 als Didier Camille Gueudisquin), französischer Schauspieler und Parodist
- Alain Gillot-Pétré (1950–1999), französischer Journalist, Schriftsteller und Literaturkritiker
- Pierre Messmer (1916–2007), französischer Politiker
- Catherine Rich (1932–2021), französische Schauspielerin
- Claude Rich (1929–2017), französischer Schauspieler
- Paul Strand (1890–1976), amerikanischer Fotograf